# Heterospilus austini
Heterospilus austini (лат.) — вид наездников рода Heterospilus из подсемейства Doryctinae семейства бракониды (Braconidae). Встречаются в Центральной Америке: эндемик Коста-Рики.

## Описание
Мелкие перепончатокрылые насекомые, длина от 3,0 до 3,5 мм. Коричневые (ноги светлее); скапус и ноги жёлтые. Жгутик коричневый (состоит из 21—24 члеников). Голова в основном гранулированная (лоб, лицо, вертекс). Мезоскутум, скутум и мезоплеврон гранулированные. Расстояние между сложным глазом и простым глазком (оцеллием) более чем в 2,5 раза превышает диаметр бокового простого глазка. Маларное пространство больше в 0,25 раза, чем высота глаза. Первый тергит брюшка продольно бороздчат. Жилка r переднего крыла короче чем жилка 3RSa. В переднем крыле развита радиомедиальная жилка. Передняя голень с единственным рядом коротких шипиков вдоль переднего края. На задних тазиках ног есть отчётливый антеровентральный базальный выступ, вертекс головы сбоку у глаз нерезко угловатый. Предположительно, как и другие виды рода Heterospilus, паразитируют на жуках или бабочках. Вид был впервые описан в 2013 году американским гименоптерологом Полом Маршем (Paul M. Marsh; Норт-Ньютон, Канзас, США) с группой американских коллег-энтомологов (Wild Alexander L., Whitfield James B.; Иллинойсский университет в Урбане-Шампейне, Эрбана, Иллинойс, США) и назван в честь Энди Остина (Andy Austin). От близких видов (например, от Heterospilus faustinus Marsh) отличается коричневым цветом тела (в том числе полностью коричневым жгутиком, без белого аннулюса, который имеется у Heterospilus rojasi), гранулированным лицом и гладкими 3-7-м метасомальными тергитами.